# Нечепуренко Костянтин Володимирович
Костянти́н Володи́мирович Нечепуре́нко (нар. 30 липня 1977 — пом. 29 серпня 2014) — солдат Збройних сил України, учасник російсько-української війни.

## Життєпис
Народився 1977 року в місті Кривий Ріг (Дніпропетровська область). Виростав з двома сестрами й двома молодшими братами.
Призваний за мобілізацією 17 травня 2014-го, стрілець-помічник гранатометника стрілецької роти 40-го батальйону територіальної оборони «Кривбас». 27 серпня виходив на зв'язок під селищем Покровка. Перебував у групі посилення на 20-му блокпосту.
Загинув під час прориву колони з оточення під Іловайськом «зеленим коридором». Рухався в «ГАЗелі», у яку влучив снаряд. Були свідчення бійців, що потрапив у полон 2 вересня. 14 вересня 2014 року тіло було знайдено пошуковою групою Місії «Евакуація-200» («Чорний тюльпан») у полі в урочищі Червона Поляна неподалік від села Чумаки й привезене у Запоріжжя. Загинув разом з військовиками 40-го батальйону Ігорем Долговим, Іваном Джаданом, 51-ї механізованої бригади — Василем Зелінським, Віталієм Малишем, ще з одним невстановленим бійцем станом на лютий 2017-го.
Вважався зниклим безвісти. Упізнаний за експертизою ДНК.
23 грудня 2014-го Костянтина провели в останню путь у Кривому Розі, на Центральному кладовищі, Алея Слави.
Залишились батьки, брати, сестри. Батько помер 2018 року.

## Нагороди та вшанування
За особисту мужність і героїзм, виявлені у захисті державного суверенітету та територіальної цілісності України, вірність військовій присязі під час російсько-української війни, відзначений — нагороджений:
- 15 травня 2015 року — орденом «За мужність» III ступеня (посмертно)[2]
- медаллю УПЦ КП «За жертовність і любов до України» (посмертно)
- відзнакою м. Кривий Ріг «За Заслуги перед містом» 3 ст. (посмертно)
- відзнакою 40-го батальйону «Мужність. Честь. Закон» (посмертно)
- Його портрет розміщений на меморіалі «Стіна пам'яті полеглих за Україну» у Києві: секція 3, ряд 2, місце 29
- Вшановується 29 серпня на щоденному ранковому церемоніалі вшанування українських захисників, які загинули цього дня у різні роки внаслідок російської збройної агресії[3]
- Іловайський Хрест (посмертно)